# Gal Shish
Gal Shish (* 18. Januar 1989 in Bat Yam) ist ein israelischer Fußballspieler. Er spielt seit 2017 bei Hapoel Akko in der Ligat ha’Al, der höchsten israelischen Spielklasse.

## Karriere
Shish begann seine Karriere in der Jugendmannschaft von Hapoel Tel Aviv, wo er 2007 in die erste Mannschaft geholt wurde. In seiner ersten Saison wurde er mit dem Verein Siebenter und das Pokalfinale wurde erreicht. Bei seinem Debüt auf europäischer Klubebene am 8. November 2007 gegen den englischen Vertreter Tottenham Hotspur erhielt Shish nach 50 Minuten Gelb-Rot.
In der darauffolgenden Saison wurde er mit dem Verein Vizemeister. Bei der erfolgreichen Europa-League-Saison 2009/10, in der Hapoel in die Runde der Besten 32 vorstieß, absolvierte der Stürmer ein Spiel.
In der Nationalmannschaft Israels wurde er bisher drei Mal eingesetzt, er spielte auch schon in der U-17, U-19 und U-21-Auswahl.